# Baskerville

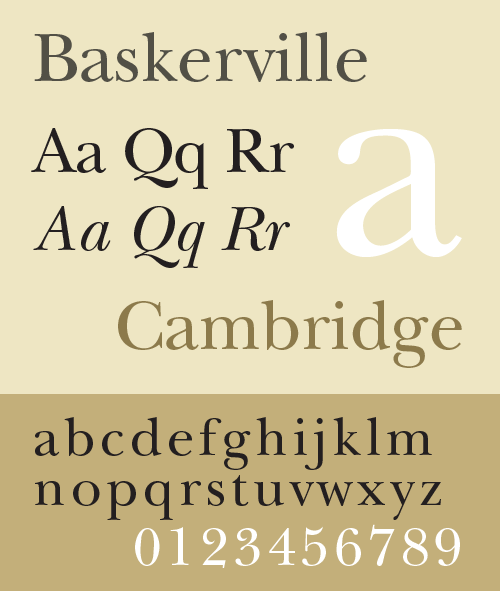
Baskerville

Baskerville – uniwersalny i międzynarodowy krój pisma zaprojektowany w 1754 roku przez angielskiego drukarza i liternika Johna Baskerville’a. Baskerville jest pismem szeryfowym, klasyfikowanym jako antykwa barokowa. Charakteryzuje się mocnymi szeryfami oraz zaakcentowaniem pionowych kresek liter. Dzięki swym walorom estetycznym i funkcjonalnym Baskerville jest jednym z najbardziej rozpowszechnionych pism, adaptowanym przez wielu producentów czcionek.

## Historia
Baskerville był wyznawcą prostoty pisma i druku. Projektując czcionkę, opierał się na wzorach Philippe'a Grandjeana (1702), George’a Shelleya (ok. 1715) i Williama Caslona (1720). Jego dzieło określa się jako jedno z przełomowych dokonań angielskiej sztuki literniczej. Baskerville, idąc śladem Caslona, zniwelował holenderskie i niemieckie wpływy na tamtejszą typografię – przez wiele wieków w Anglii drukowano bowiem czcionkami holenderskiego pochodzenia. Antykwę odlał z pomocą Josepha Hardy’ego i opublikował we wzorniku w 1754 roku. Najlepszy krój z 1762 roku stał się wzorem dla całej Europy, znanym później jako pismo Baskerville. W 1779 stemple zakupił Pierre Beaumarchais, by przy ich pomocy wydrukować 70-tomowy zbiór dzieł Woltera, które ukazywały się w latach 1780–1789. Około 1790 roku matryce i stemple pisma trafiły w większości do Pierre’a Didota, który już wtedy traktował je jako eksponaty nieprzeznaczone do produkcji druków. Część czcionek sprzedał następnie Uniwersytetowi Harvarda w USA, pozostałe firmie Deberny & Peignot. W 1935 Charles Peignot przekazał stemple drukarni uniwersyteckiej w Cambridge. Obecnie przechowywane są w bibliotece Uniwersytetu Cambridge oraz w St Bride Printing Library w Londynie.

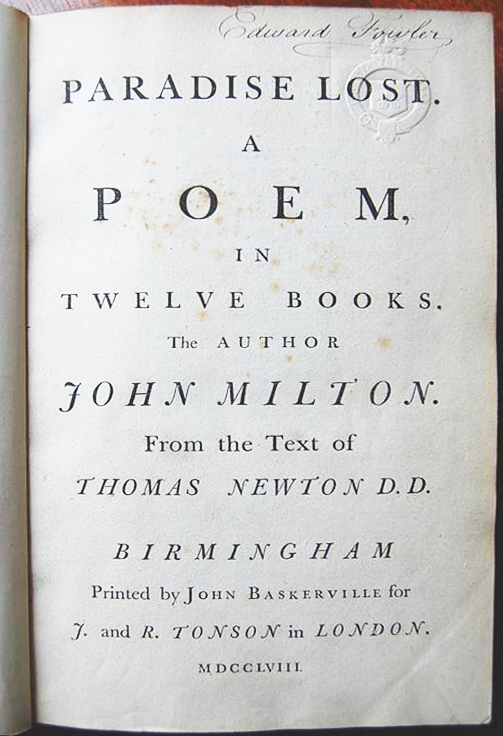
Raj utracony Johna Miltona wydrukowany pismem Baskerville (1758)

## Charakterystyka
Antykwa Baskerville’a stanowi charakterystyczny pośredni typ między antykwą renesansową a klasycystyczną. Jest pismem jasnym, otwartym, o racjonalistycznej osi. W porównaniu do wcześniejszych projektów europejskich literników cechuje się wyraźniejszym kontrastem między grubymi i cienkimi liniami, akcentowaniem pionowych kresek liter, zbliżoną do pionu osią okrągłych części liter oraz mocnymi szeryfami.
Rozpoznawalną cechą kroju Baskerville jest wyróżniający się rysunek majuskuły „Q”.

## Adaptacje
Najwcześniejszą adaptacją kroju Baskerville było pismo Isaaca Moore'a stworzone w 1766 roku, przejęte później przez odlewnię Josef & Edmund Fry działającą w Bristolu. W latach 1915–1916 American Type Founders rozpoczęła produkcję czcionek tego typu według projektu Morrisa F. Bentona. W 1923 Stanley Morison wykonał replikę Baskerville’u dla angielskiej Monotype Corporation – przez następne dziesięć lat odlewnia stworzyła osiem odmian tego kroju. W 1929 amerykańska firma Mergenthaler Linotype wyprodukowała matryce linotypowe pisma. Ich projektantem był George W. Jones, któremu za wzór posłużyły oryginalne 14-punktowe czcionki znajdujące się wówczas w paryskiej firmie Deberyn & Peignot. Począwszy od lat 40. XX wieku Baskerville produkowany jest przez wiele firm na nośnikach różnego typu, do fotoskładarek, składopisów oraz na nośnikach transferycznych.
Komputerowy font Baskerville oferuje m.in. firma Adobe oraz URW. Choć większość krojów sprzedawanych pod tą nazwą wiernie oddaje projekt autora, często pomijane są bardzo istotne dla ducha projektu kapitaliki i liczby tekstowe.
Baskerville nie zaprojektował żadnej cyrylicy, ale kilka firm dostosowało jego pismo do potrzeb tego alfabetu (m.in. Monotype).